# Hans-Jürgen Bachorski
Hans-Jürgen Bachorski (* 19. November 1950; † 4. September 2001) war ein deutscher germanistischer Mediävist.

## Leben
Er studierte an der Universität Hamburg und der FU Berlin die Fächer Germanistik, Philosophie, Romanistik und Geschichte. Er lehrte an den Universitäten Amiens, Bayreuth, Berlin (FU und TU), Hannover und Essen. Er war von 1995 bis 2001 der erste Inhaber des Lehrstuhls für Germanistische Mediävistik an der Universität Potsdam.